# Девинско
 Тази статия е за историко-географската област.  За общината вижте Девин (община).  
Девинско (в миналото Дьовленско) е историко-географска област в Южна България, около град Девин.
Територията ѝ съвпада приблизително с някогашната Девинска околия, а днес включва общините Девин и Борино, почти цялата община Доспат (без селата Бръщен и Црънча от Гоцеделчевско), северозападната част на община Смолян (селата Стойките, Водата, Гращица, Мугла, Чамла, Върбово, Сливово, Гела, Заевите, Магарджица, Кукувица, Стикъл, Солища и Широка лъка), както и град Сърница в община Сърница, село Осина в община Сатовча и залятото от язовир „Въча“ село Черешево, чието землище е включено в община Кричим. Разположена е по поречието на река Въча в Западните Родопи. Граничи с Пещерско и Пловдивско на север, Асеновградско на изток, Смолянско и Драмско на юг и Гоцеделчевско и Разложко на запад.